# Dag Solstad
Dag Solstad (Sandefjord, 16 luglio 1941 – Oslo, 14 marzo 2025) è stato uno scrittore norvegese, ritenuto uno dei maggiori autori scandinavi contemporanei.

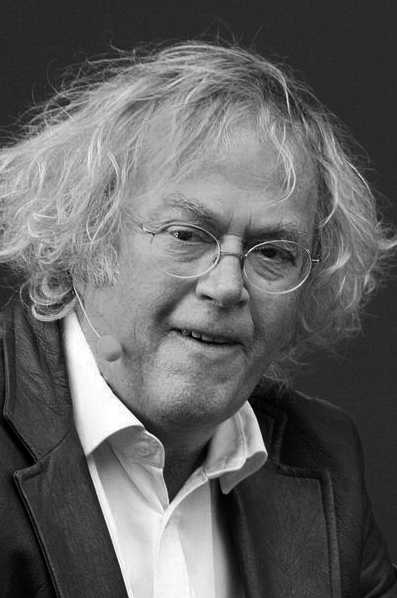
Dag Solstad

Ha scritto oltre trenta opere fra romanzi, racconti, saggi, e ricevuto numerosi premi, fra cui, per tre volte, il Premio della critica norvegese per la letteratura (Den norske kritikerprisen) e il Premio Nordico dell'Accademia Svedese (Svenska Akademiens nordiska pris). È ritenuto una sorta di icona nazionale per lo stretto legame delle sue opere con la società norvegese dagli anni '60 in poi; egli stesso ha dichiarato di essere interessato a descrivere "la peculiarità dell'essere un norvegese". Le sue opere sono state tradotte all'estero piuttosto tardi, a partire dagli anni Ottanta; in Italia il primo libro pubblicato è del 2007: Tentativo di descrivere l'impenetrabile (Forsøk på å beskrive det ugjennomtrengelige, 1984), per Iperborea.

## Biografia
Dag Solstad nasce il 16 Luglio 1941 a Sandefjord, piccola cittadina sulla costa ovest del fiordo di Oslo. Si diploma alla Sandefjord videregående skole (SVGS) e matura presto la passione per la letteratura; fra i suoi modelli vi è lo scrittore norvegese Knut Hamsun, vincitore del Premio Nobel per la letteratura nel 1920.
Negli anni Sessanta si iscrive all'Università di Oslo ed entra nei mondo dell'insegnamento e del giornalismo: lavora per un anno come insegnante ad Hamnvik, nella contea di Troms, e poi collabora come giornalista al quotidiano Tidningen i Arendal, dove scrive brevi articoli, successivamente raccolti in un libro (Sleng på byen, 1983). In questo stesso periodo prende parte con altri scrittori e intellettuali all'esperienza di Profil, una delle principali riviste di diffusione delle nuove tendenze letterarie, che si rivelerà molto importante per la sua crescita intellettuale. Dalla fine degli anni Sessanta, Solstad raggiunge un pubblico abbastanza vasto che gli permette di potersi guadagnare da vivere con il solo mestiere di scrittore. Tra gli anni Settanta e Ottanta aderisce al piccolo partito comunista di tendenza maoista AKP-ml, che in quel periodo condiziona significativamente l'ambiente intellettuale e artistico norvegese. Con la caduta del partito comunista cinese e la conseguente perdita di importanza dell'AKP-ml, lo scrittore, pur mantenendo l'adesione, si allontana dal partito e dai suoi principi, arrivando a considerarsi più un lupo solitario che un interprete di un grande movimento storico.

## Vita privata
Solstad si sposa tre volte: la prima, nel 1968, con Erna Irene Asp; successivamente, nel 1983, sposa Tone Elisabeth Melgård, il legame durerà fino al 1990. Nel 1995 si unisce in matrimonio con la giornalista Eva Therese Bjørneboe, figlia dello scrittore Jens Bjørneboe.

## Produzione letteraria
La produzione di Solstad non può essere ricondotta a un unico filone: la sua scrittura fonde storia, sociologia, politica con temi esistenziali e psicologici; lo stesso stile è vario e mescola serietà e ironia. Le sue prime opere si collocano nel contesto del modernismo norvegese. In quella di esordio, la raccolta di novelle Spiraler (1965), prevalgono tematiche esistenziali e il senso dell'assurdo, di ispirazione kafkiana. Nei testi successivi l'interesse si sposta verso il concretismo e il neosemplicismo, tendenze sperimentate da molti degli scrittori raccolti intorno alla rivista Profil. Negli anni Settanta prevalgono il realismo sociale e l'impegno politico, mentre nel decennio successivo l'utopia viene abbandonata e nei suoi romanzi lo scrittore compie un bilancio critico degli ideali radicali sostenuti negli anni precedenti. 
Nella produzione degli anni Novanta ritorna il tema della disillusione e dell'estraneità; i personaggi sono per lo più uomini soli, incagliati in problemi esistenziali e questioni morali che paralizzano ogni loro azione, o intellettuali "anacronistici", isolati dal mondo reale e dalla società. In alcune di queste opere (Romanzo 11, libro 18; Timidezza e dignità; La notte del professor Andersen) è avvertibile l'influenza di Henrik Ibsen e della filosofia di Søren Kierkegaard. Nella fase più recente i romanzi diventano più sperimentali e riflessivi.

### Gli anni Sessanta
L'opera di debutto di Dag Solstad, di matrice modernista, è Spiraler; 7 noveller (Spirali: Sette novelle), una raccolta di sette racconti pubblicata nel 1965 e ispirata al tema dell'assurdo e all'esistenzialismo di Kafka, Camus e Beckett. Le sette storie descrivono attraverso la metafora del viaggio la condizione umana dello sradicamento e investigano i temi dell'identità e dell'alienazione. I protagonisti, senza nome, riferimenti spaziali o temporali, vagano in cerca di qualcosa, ma sono soli e bloccati: in esilio (mentale e fisico, come in Emigrantene), o circondati da anonimi edifici e strutture (la stazione a cui il protagonista di Em tomsekk og et tau arriva dopo aver attraversato il deserto ghiacciato o l'hotel di Klirring av tallerkener). La vita è contraddistinta da caos e superficialità, assenza di senso; i personaggi, stranieri nelle loro esistenze, sono esempi di solitudine e assenza di libertà.
Nel 1967 viene pubblicata Svingstol (Sedia girevole), una collezione di testi anti-utopici in cui è ancora presente il tema del viaggio, mentale più che geografico, assunto a simbolo di straniamento e casualità della condizione umana. Nel primo racconto, intitolato Vi vil ikke gi kaffekjelen vinger (trad. lett.: Non vogliamo mettere ali alla caffettiera), si nota tuttavia lo sforzo dell'autore di rinunciare all'interpretazione simbolista, evitando il linguaggio poetico e metaforico, a favore di uno stile piatto e privo di immagini. L'intenzione di riassegnare agli oggetti la loro dimensione materiale e concreta, che lo stesso autore espliciterà nell'articolo Tingene og verden (1967), rivela gli echi della "poesia delle cose" di Olav H. Haugel. Nel testo che dà il titolo all'opera, Svingstol, letteralmente "Sedia girevole", il protagonista, guardandosi i palmi, si interroga sull'unicità di ciascun uomo a partire dalle diverse linee della mano, ritornando infine alla condizione iniziale di vita anonima e ripetitiva, come può essere un lavoro in banca. L'autore accosta il movimento circolare e ripetitivo della sedia girevole, senza andare in alcun posto, con il girare il mondo.
Nel 1969 esce il primo romanzo di Solstad, Irr! Grønt! Roman (trad.: Verderame! Verde!), ispirata al pensiero dello scrittore polacco Witold Gombrowicz, ai temi del doppio e del paradosso, dell'autenticità e dell'apparenza, della vita fondata sull'assunzione di ruoli e di maschere. Questa nuova posizione letteraria verrà precisata dall'autore nell'articolo Om nødvendigheten av å leve inautentisk (1968). Il personaggio principale del romanzo è Geir Brevik, un giovane insegnante che tenta di superare i ruoli insegnante-studente, ma che finirà per utilizzare proprio la sua autorità, derivata dal ruolo che la società gli riconosce, per perseguire questo obbiettivo. Tale conflitto viene esteso anche alla sfera amorosa: il processo di emancipazione voluto da Geir nei confronti di Benedikte, l'amata, si trasforma in una lotta per il potere all'interno della coppia, in cui vince chi gioca meglio il proprio ruolo.

### Gli anni Settanta
Negli anni Settanta l'impronta sperimentale e modernista, l'attenzione per l'individuo e i temi esistenziali, l'influsso di autori e filosofi stranieri cedono il passo all'interesse per l'attualità, la collettività e l'impegno politico, assecondando l'avvenuta adesione dello scrittore all' AKP-ml, Arbeidernes Kommunistparti, il Partito Comunista dei Lavoratori (marxista-leninista) di ispirazione maoista, di cui diverrà il rappresentante letterario.  La missione di "servire il popolo" come intellettuale e la fiducia nella classe lavoratrice e in un futuro di grandi rivolgimenti politici contribuiscono al tono di "ottimismo rivoluzionario" che connota la produzione di questo periodo. Nel romanzo Arild Asnes, pubblicato nel 1970 e ritenuto momento di svolta di questa fase, Solstad descrive un giovane scrittore radicale nel suo percorso di conversione alla politica marxista, leninista e maoista. L'adesione al comunismo è presentata come una questione sia esistenziale che politica: il desiderio di concretezza, semplicità e autenticità viene soddisfatto nell'attivismo di partito.
Il romanzo 25. september-plassen (trad.: Piazza 25 settembre) pubblicato nel 1974, sullo sfondo degli avvenimenti che contraddistinguono la storia norvegese del secondo dopoguerra, ritrae due generazione di una famiglia operaia di Halden, formata dal calzolaio Håkon Nyland e dai tre figli occupati nella segheria della città. Attraverso questa famiglia Solstad descrive il processo di imborghesimento della classe operaia norvegese, sedotta dall'influenza economica e dai modelli culturali degli Stati Uniti, e l'abbandono dei principi della lotta di classe da parte del partito socialdemocratico. 
Tra il 1977 e il 1980 esce la trilogia sulla guerra, Krigstrilogien, di cui fanno parte Svik. Førkrigsår, Krig 1940 e Brød og våpen, rispettivamente Gli anni prima della guerra, Guerra 1940 e Pane e armi. L'opera si concentra specialmente sull'occupazione tedesca in Norvegia, e sul tradimento subito dalla classe operaia da parte degli ufficiali borghesi dell'esercito norvegese che preferirono ritirarsi in attesa degli inglesi piuttosto di armare gli operai.

### Gli anni Ottanta
Negli anni Ottanta nelle opere di Solstad si fa strada il sentimento di disillusione, legato al fallimento dell'utopia della nuova sinistra e alla rilevata distanza fra ideali politici e realtà sociale; riacquistano peso il senso dell'assurdo e della velleità dell'esistenza umana, dell'alienazione e dell'incomunicabilità fra le persone. Nel 1982 pubblica Gymnaslærer Pedersens beretning om den store politiske vekkelsen som har hjemsøkt vårt land (La relazione dell'insegnante di liceo Pedersen sul grande risveglio politico che ha sconvolto il nostro Paese), che diventerà nel 2006 un film dal titolo omonimo (Gymnaslærer Pedersen), diretto dal regista norvegese Hans Petter Moland. Narrato in prima persona, è un racconto ironico, ma per alcuni aspetti tragico, delle mancate speranze, se non nel fallimento, degli ideali e delle scelte di vita di alcuni militanti comunisti: ad esempio, quella della compagna dell'insegnante di liceo Pedersen che abbandona il mestiere di medico per fare l'operaia in una fabbrica, o dell'operaio Werner Ludal che si iscrive al Partito Socialdemocratico dopo anni di militanza nel partito AKP-ml.
Tentativo di descrivere l'impenetrabile (Forsøk på å beskrive det ugjennomtrengelige), pubblicato nel 1984, affronta il rapporto degli intellettuali con la classe lavoratrice, attraverso la storia dell'architetto Arne Gunnar Larsen, di fede socialdemocratica, che dopo essersi separato dalla moglie decide di dare una svolta alla sua vita trasferendosi a vivere a Romsås, quartiere operaio alla periferia di Oslo, che ha contribuito a progettare. Scoprirà qui come l'idea che lo aveva guidato di dare vita ad una cittadina modello, con al centro il benessere delle persone e lo sviluppo di relazioni umane, risulti alla prova dei fatti un totale fallimento: le persone che abitano il quartiere non si conoscono fra di loro, si ignorano, non si è formata alcuna comunità. Le uniche conoscenze che l'architetto farà sono limitate a una giovane coppia, e la sua presenza e il suo coinvolgimento in questa relazione ne turberanno l'equilibrio, innescando addirittura un epilogo di sangue.
Connotato da un forte senso di disillusione è anche Roman 1987, il cui protagonista, Fjord, sceglie di fare l'operaio, rinunciando al mondo dell'insegnamento e del giornalismo. Alla fine del libro, scritto in forma di monologo interiore, senza suddivisione in capitoli, Fjord ritorna a insegnare e rientra nella classe media, riconoscendo che le sue aspirazioni politiche sono fallite, e che si è trattato solo di un'illusione. La commissione giudicatrice del Premio letterario del consiglio nordico, di cui quest'opera verrà insignita nel 1989, affermerà che esso "descrive in una lingua vivace, con ironia, facilità e compassione lo sviluppo, gli errori e il destino della generazione del 1968 in una piccola città norvegese".

### Gli anni Novanta
Nel corso di questo decennio Solstad pubblica quattro romanzi che hanno per protagonisti uomini soli, spesso disillusi, in fuga dalla vita, in profonda rottura con il mondo circostante: Undicesimo romanzo, libro diciotto (Ellevte roman, bok atten, 1992), Timidezza e dignità (Genanse og verdighet, 1994), La notte del professor Andersen (Professor Andersens natt, 1996), T. Singer (1999). 
Lo stile si fa saggistico e riflessivo, la narrazione si struttura intorno a piccoli episodi intorno ai quali viene organizzato tutto del racconto. In Timidezza e dignità, messo in scena al Teatro Nazionale sotto la direzione di Marit Moum Eide, il centro narrativo è l'episodio in cui l'insegnante Elias Rukla non riesce ad aprire il suo ombrello nel cortile della scuola e viene preso da una crisi di nervi. In Undicesimo romanzo, libro diciotto, il protagonista Biorn Hansen, attore dilettante, si autocondanna su una sedia a rotelle
In La notte del Professor Andersen (Professor Andersens natt), del 1996, il filologo Pål Andersen dell'Università di Oslo si ritrova durante una cena solitaria nella notte di Natale ad essere testimone di un omicidio dalla finestra del suo appartamento. In quello che è stato definito un "giallo di inazione", il protagonista - che non denuncerà quanto visto alla polizia - passerà il tempo a interrogare se stesso sui motivi che l'hanno condotto ad agire in quel modo. Andersen non valuta però la situazione solo da un punto di vista personale, ma si interroga più in generale sul ruolo rivestito dai singoli - nel caso specifico gli intellettuali - all'interno della società, e del loro impegno nei confronti della comunità. Il mondo dell'insegnamento e della formazione educativa è piuttosto ricorrente nei romanzi di Solstad.
T. Singer, uscito nel 1999, e insignito del Premio della critica norvegese per la letteratura, narra le vicende di uno studente e aspirante scrittore di Oslo che dopo aver abbandonato gli studi e ogni velleità creativa, rivelatasi "un castello in aria", sceglie la vita anonima di bibliotecario nella città di Notodden. Quando entrerà in crisi il matrimonio con Merete, Singer tornerà a Oslo, portando con sé Isabella, la figlia di Merete avuta da una precedente relazione.

### Gli anni 2000
Pur avendo dichiarato pubblicamente di non voler più scrivere altro dopo T. Singer, Solstad continua a produrre nuovi testi, da lui definiti "romanzi bonus". Nella fase che si apre negli anni 2000 prevalgono biografismo, cosmopolitismo e una maggiore sperimentazione del genere romanzesco, che accoglie sempre più frequenti intarsi saggistici e meta-letterari.
Il titolo dell'opera 16.07.41, pubblicata nel 2002, corrisponde alla data di nascita dell'autore. Il romanzo, che si apre con Solstad in volo per Francoforte nell'anno 1990, contiene elementi autobiografici e riserva un centinaio di pagine alla descrizione dettagliata della sua vita a Berlino, a cui seguono Lillehammer e la casa d'infanzia a Sandefjord. Accompagnano il racconto undici note a piè di pagina, di diversa lunghezza, che comprendono qualsiasi cosa, dalla bozza del testo precedente, al commento meta-poetico, a ricordi più personali e aneddotici.
Nel successivo Armand V. Fotnoter til en uutgravd roman (trad.: Armand V. Note a piè di pagina di un romanzo non riesumato), del 2006, dichiaratamente un non-romanzo, le note - novantanove brani numerati (1-99) privi di un testo principale di riferimento - rappresentano l'unico elemento costitutivo dell'opera, sia dal punto di vista grafico che compositivo. Il protagonista è Armand, un diplomatico di successo, ambasciatore di Norvegia fin dall'età di 42 anni e ormai vicino al pensionamento. I temi trattati spaziano da quelli strettamenti politici - relazioni internazionali, ruolo della diplomazia - a quelli personali ed esistenziali, come il rapporto padre e figlio, e più in generale, fra generazioni. Il romanzo ha suscitato un dibattito tra Solstad e l'allora ministro degli Esteri Jonas Gahr Støre sulle relazioni della Norvegia con gli Stati Uniti e sulla libertà di parola.
Nel 2009 viene pubblicato 17. roman (trad.: Romanzo 17), in cui si ritrova Bjørn Hansen, il personaggio principale di 11.Roman. La terza parte, Tredje, og siste, roman om Bjørn Hansen (trad.: Terzo e ultimo romanzo di Bjørn Hansen), è in uscita a settembre 2019. 
Det uoppløselige episke element i Telemark i perioden 1591–1896 (trad.: L'indissolubile elemento epico nel Telemark nel periodo 1591-1896), uscito quattro anni più tardi, è una sorta di romanzo genealogico in cui Solstad descrive attraverso minuziosi documenti la storia della sua famiglia nel corso di tre secoli, lasciando i critici divisi sulla classificazione dell'opera. L'autore ha dichiarato di essersi ispirato allo studio d'archivio di Espen Søby sullo psichiatra norvegese Johan Scharffenberg.

## Elenco delle opere

### Romanzi
- 1969. Irr! Grønt! Roman. Oslo (trad. Verderame! Verde!)
- 1970. Arild Asnes: Roman, , Oslo
- 1974. 25. september-plassen: Roman, Oslo, Aschenhoug (trad.: Piazza 25 settembre)
- 1977.Svik. Førkrigsår, Oslo, Aschenhoug (trad.: Tradimenti. Antiguerra)
- 1978. Krig 1940, Oslo (trad.: Guerra)
- 1980. Brød og våpen, Oslo (trad.: Pane e armi)
- 1982. Gymnaslærer Pedersens beretning om den store politiske vekkelsen som har hjemsøkt vårt land, Oslo (trad.: La relazione dell'insegnante di liceo Pedersen sul grande risveglio politico che ha sconvolto il nostro Paese)
- 1984. Forsøk på å beskrive det ugjennomtrengelige, Oslo

Tentativo di descrivere l'impenetrabile, M. Ciaravolo e M. V. D'Avino, Milano, Iperborea 2007, ISBN 978-88-7091-149-7.
- 1987. Roman 1987, (trad. Romanzo)
- 1992. Ellevte roman, bok atten, Oslo

Romanzo 11, libro 18, M. V. D'Avino, Milano, Iperborea, 2017, ISBN 978-88-7091-478-8.
- 1994. Genanse og verdighet, Oslo

Timidezza e dignità, M. Ciaravolo, Milano, Iperborea 2017, ISBN 978-88-7091-186-2.
- 1996. Professor Andersens natt, Oslo

La notte del Professor Andersen, M. V. D'Avino, Milano, Iperborea, 2015, ISBN 978-88-7091-449-8.
- 1999. T. Singer, Oslo

T. Singer, M. V. D'Avino, Milano, Iperborea, 2019, ISBN 978-88-7091-613-3.
- 2002. 16.07.41, Oslo
- 2004. Artikler 1993-2004 (Artiklar)
- 2006. Armand V. Fotnoter til en uutgravd roman (trad.: Armand V. Note a piè di pagina di un romanzo non riesumato)
- 2009. 17. roman (trad.: Romanzo 17)
- 2013. Det uoppløselige episke element i Telemark i perioden 1591–1896 (trad.: L'indissolubile elemento epico nel Telemark nel periodo 1591-1896)
- 2019. Tredje, og siste, roman om Bjørn Hansen (trad.: Terzo e ultimo romanzo di Bjørn Hansen)

### Novelle e testi in prosa
- 1965. Spiraler, Oslo (trad.: Spirali)
- 1967, Svingstol: en samling prosatekster, Oslo (trad.: Sedia girevole: una raccolta di testi in prosa)
- 1983. Sleng på byen, Oslo
- 1994. Svingstol og andre tekster, Oslo

### Opere teatrali
- 1968. Georg: Sit Du Godt?, Oslo
- 1975. Kamerat Stalin, eller familien Nordby, Oslo

## Premi
- 1969. Mads Wiel Nygaard's Endowment
- 1969. Premio della critica norvegese per la letteratura, per Irr! Grønt!
- 1982. Premio letterario collezione linguistica
- 1989. Nordisk råds litteraturpris (Premio letterario del Consiglio nordico), per Roman 1987
- 1992. Premio della critica norvegese per la letteratura, per Novel 11, Book 18
- 1996. Premio Dobloug
- 1996. The Gold Award
- 1998. Brage Prize Honorary Award per Armand V
- 1999. Premio della critica norvegese per la letteratura per T. Singer
- 2001. Premio letterario Vestfold
- 2004. Premio Aschehoug
- 2006. Premio Brage, per Armand V. Note a piè di pagina di un romanzo inesplorato